# La Bella Princesa
La Bella Princesa (en italià: La Bella principessa) és un retrat del segle xv de la Bianca Sforza, membre d'una de les famílies renaixentistes més importants de Milà, que alguns experts atribueixen a Leonardo da Vinci, però la seva autenticitat segueix fent controvèrsia.